# Jack simpatico genio
Jack simpatico genio (MVP: Most Valuable Primate) è un film del 2000 diretto da Robert Vince.

## Trama
Jack è uno scimpanzé di tre anni ed è oggetto di un esperimento che coinvolge il linguaggio dei segni eseguito dal dottor Kendall alla San Pueblo University di San Diego, in California. Un giorno, però, il dottor Kendall perde i fondi per la sua ricerca. Kendall fa in modo che Jack ritorni nella sua casa originale in una riserva naturale della California, ma muore prima che la transazione sia completata e il capo di Kendall, il dottor Peabody, vende Jack all'Università del Tennessee. Nel frattempo, la famiglia Westover si è appena trasferita a Nelson, nella Columbia Britannica in Canada. Steven, il figlio, è stato il capocannoniere della sua squadra di hockey del liceo in California e si unisce alla squadra junior B locale, i Nuggets; è sorpreso, tuttavia, dalla violenza del gioco e dall'apatia dei suoi compagni di squadra davanti alle loro continue sconfitte. Sua sorella Tara, che è sorda, ha difficoltà a fare amicizia nella sua nuova scuola.
Nel frattempo, sentendo voci secondo cui l'Università del Tennessee sta eseguendo test per l'epatite sui primati, un addetto alla manutenzione a San Pueblo fa in modo che Jack ritorni alla riserva naturale come originariamente previsto; tuttavia, Jack si addormenta sul treno e finisce invece a Nelson. Jack trova rifugio nella casa sull'albero di Tara ma finisce per sorprendere Tara quando entra, facendola svenire; quando Tara si sveglia scopre che può usare il linguaggio dei segni. Tenta di nascondere Jack ai suoi genitori e a Steven, ma non ci riesce. Steven scopre presto che Jack ha una straordinaria capacità di praticare lo sport dell'hockey su ghiaccio e Jack si unisce a Steven sui Nuggets dopo che l'allenatore ha convinto i proprietari della lega che un giocatore di scimpanzé porterebbe a un massiccio aumento delle vendite dei biglietti. Jack porta immediatamente il successo sul ghiaccio dei Nuggets e aiuta anche Tara ad avvicinarsi ai suoi compagni di classe.
Alla fine, i Nuggets diventano i campioni della junior B, qualificandosi per la finale della Harvest Cup a Vancouver. Durante la partita, Peabody appare nell'arena, sperando di portare via Jack dalla squadra; la squadra si rifiuta di cederlo, quindi Peabody fa un piano per prendere Jack. Tara riesce a capire il piano di Peabody e allerta Steven e la squadra; Steven porta Jack via dall'arena durante il secondo intervallo per rimandarlo a casa nella riserva naturale, e Tara, essendo di dimensioni simili a Jack, indossa l'attrezzatura e la maglia di Jack, finisce per segnare il gol della vittoria. Nella scena finale Jack è finalmente a casa e si dirige verso la riserva riabbracciando la sua famiglia.

## Sequel
Il film ha due sequel, Jack simpatica canaglia!! e Jack il ciclone.